# Pico (editor de texto)
Pico (Pine composer) é um editor de textos para sistemas Unix e do tipo Unix. Ele é integrado com o cliente de e-mail Pine, que foi projetado pelo Escritório de Computação e Comunicações da Universidade de Washington.
Da FAQ Pine: "O editor de composição de mensagens do Pine também está disponível como um programa isolado separado, chamado PICO. PICO é um editor de textos muito simples e fácil de usar que oferece justificação de parágrafo, copiar/colar e verificador ortográfico...".